# Aeroporto di Saint Jean Gustaf III

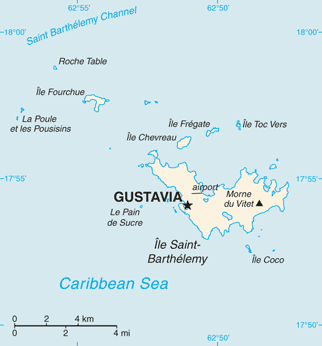
Mappa di Saint Barthélemy, con la posizione dell'aeroporto.

L'Aeroporto di Saint Jean Gustaf III (IATA: SBH, ICAO: TFFJ), noto anche come Aeroporto di Saint-Barthélemy (in francese Aérodrome de St Jean, Aérodrome de Saint-Barthélemy,  Aérodrome Gustaf III), è la principale aviosuperficie dell'isola di Saint-Barthélemy, nelle Antille Francesi.
Ubicato nei pressi dell'abitato di Saint Jean, secondo centro urbano dell'isola dopo Gustavia, è intitolato a re Gustavo III di Svezia, che ottenne l'isola dalla Francia nel 1784 (la Francia l'avrebbe poi riacquisita nel 1878).

## La struttura
Il terminal passeggeri fu inaugurato nel 1984, alla presenza del ministro delle Comunicazioni svedese Hans Gustafsson.
L'aeroporto è servito da pochi voli di linea e servizi charter, operati da piccole compagnie regionali. Gli aerei che vi operano sono perlopiù dei monomotore Cessna e bimotori Twin Otter (due tra i velivoli più comuni nei cieli delle Antille).
L'aeroporto ha fama internazionale a causa della difficoltà nelle operazioni di volo (il canale televisivo History, all'interno del programma Most Extreme Airports, ha classificato lo scalo come il terzo più pericoloso al mondo): essa è dovuta soprattutto alla sua pista, orientata 10/28 e lunga appena 680 m. Essa è posta in una stretta valle delimitata da ripidi rilievi collinosi su tre lati (mentre la testata 28 termina direttamente su una spiaggia).
Gli atterraggi si effettuano quasi esclusivamente alla testata 10, molto ravvicinata al pendìo del cosiddetto Col de la tourmente. Tale caratteristica obbliga gli aerei in arrivo a planare in volo radente lungo la collina: non di rado i velivoli arrivano a toccare la pista a velocità troppo elevata, che li obbliga a fare una riattaccata e ritentare l'atterraggio, giacché toccare terra troppo velocemente comporta il rischio di non riuscire a frenare e finire oltre il nastro asfaltato, terminando in mare e/o arenandosi nella sabbia.
Altri fattori di rischio sono costituiti dalla presenza di una strada carrabile che attraversa il rilievo alle spalle della testata 10, nonché dall'abitudine dei bagnanti a frequentare la spiaggia prospiciente la testata 28 (sebbene vi siano appositi segnali e delle boe atti a segnalare il pericolo) e dai forti venti che possono sferzare la zona.

## Statistiche
Questo grafico non è disponibile a causa di un problema tecnico.
Si prega di non rimuoverlo.
Vedi la query Wikidata di origine.